# Aulonothroscus brevicollis
Aulonothroscus brevicollis – gatunek chrząszcza z rodziny podrywkowatych.

## Taksonomia
Gatunek opisany został w 1859 roku przez Henriego de Bonvouloira jako Throscus brevicollis.

## Opis
Ciało od 2,2 do 3 mm długie, wydłużone, ciemnobrunatne o czułkach i odnóżach jaśniejszych, żółto owłosione. Buławki czułków z krótkimi, płatowatymi wyrostkami. Na czole dwie pionowe listewki. Tylna część przedplecza z dwoma płytkimi wgłębieniami. Jego boki równomiernie łukowate. Pokrywy w przedniej części równoległe, w okolicy szóstej bruzdki słabo załamane. Narząd kopulacyjny samca wydłużony, z dwiema szczecinkami po obu stronach płata podstawowego. Paramery długie, wąskie o prostych brzegach, środkowobocznie oszczecinione. Prąciedługie, wąskie, równoległoboczne, lejkowato u nasady rozszerzone, trzykrotnie dłuższe niż u podstawy szerokie.

## Występowanie
Wykazany został dotąd z Austrii, Białorusi, Belgii, Bośni i Hercegowiny, Bułgarii, Czech, Finlandii, Francji, Grecji, Hiszpanii, Holandii, Irlandii, Liechtensteinu, Niemiec, Norwegii, Polski, Portugalii, europejskiej Rosji (po Moskwę), Rumunii, Słowacji, Szwecji, Szwajcarii, europejskiej Turcji, Wielkiej Brytanii, Włoch, Ukrainy (w tym Półwysep Krymski), Kaukazu, Bliskiego Wschodu i Afryki Północnej.
W Polsce rzadko spotykany.